# Вільям Рокфеллер
Вільям Евері «Диявол Білл» Рокфеллер старший (англ. William Avery "Devil Bill" Rockefeller Sr., 13 листопада 1810 — 11 травня 1906) — американський бізнесмен, лісопромисловець, травник, продавець і шахрай під псевдонімом доктор Вільям Левінгстон. Працював лісорубом, а потім комівояжером, який називав себе «лікарем-ботаніком» і продавав еліксири. Відомо, що він купував і продавав коней, а також був відомий, що в один момент купив баржу солі в Сіракузах. Іншим видом його бізнесу була спекуляція землею, а продаж еліксирів слугував йому за рахунок готівки та допомагав у розвідці земельних угод. Позичав гроші фермерам під дванадцять відсотків, але намагався позичити фермерам, які не могли платити, щоб вилучити та забрати ферми. Двоє його синів Джон Девісон Рокфеллер-старшим і Вільям Евері Рокфеллер-молодший були співзасновниками Standard Oil.